# Patrick Bjorkstrand
Patrick Bjorkstrand (Herning, 1º luglio 1992) è un hockeista su ghiaccio danese.
È figlio dell'allenatore Todd Bjorkstrand e fratello dell'hockeista Oliver Bjorkstrand.

## Carriera
La sua carriera comincia nel 2009 con l'Herning Blue Fox, squadra in cui resta fino alla stagione 2011-2012. Nel 2012-2013 gioca in Svezia con il Mora IK, prima di giocare per due stagioni in KHL con il Medveščak Zagreb. Nel 2014-2015 gioca in Finlandia con il SaiPa, per poi tornare al Medveščak Zagreb nell'annata seguente.
Nel 2016-17 milita in AHL con l'Ontario Reign. L'anno successivo è per un periodo in Finlandia con il KooKoo, prima di trasferirsi in Germania tra le file dei Thomas Sabo Ice Tigers.
A livello internazionale, con la rappresentativa danese, ha presto parte a diverse edizioni dei campionati mondiali a partire da quella del 2013.